# 三師一
大熊座ρ，又名BD+68 551，HD 76827、SAO 14742、HR 3576，是大熊座的一颗恒星，视星等为4.76，位于銀經146.63，銀緯37.23，其B1900.0坐标为赤經8h 53m 31.9s，赤緯+68° 37.23′ 10″。